# Komotini
Komotini (în turcă Gümülcine, în bulgară Гюмюрджина) este un oraș în Grecia.